# Pyongyang Sports Club
P’yŏngyang Si Cheyuk Dan (kor. 평양시체육단; ang. Pyongyang Sports Club) – klub piłkarski z Korei Północnej, ze stolicy państwa, Pjongjang. Obecnie występuje w I lidze północnokoreańskiej.

## Sukcesy
- Mistrz Korei Północnej (5x): 1991, 2004, 2005, 2007 i 2009

## Reprezentanci kraju grający w klubie
- Ri Myong-guk
- Kim Yong-jun
- Ri Chol-myong